# Funda (Luanda)
Funda é um distrito urbano e comuna angolana que se localiza na província de Ícolo e Bengo, pertencente ao município de Sequele.